# Димитър Любенов
Димитър Поппетров Любенов е български учител, възрожденец и борец за църковна и политическа независимост.

## Биография
Димитър Любенов е роден през 1843 година в Кюстендил. Син е на свещеника Петър Любенов и брат на Йосиф Любенов. Учи в Кюстендил и в Пловдивското класно училище, наречено „Семинария".
Работи в Кюстендил като основен учител (1863-68) и класен учител (1874-78), през последната година е главен учител.
През 1868-1870 г. и 1871-1874 г. е главен български учител в Крива паланка, където превръща обучението от църковно в светско. През 1870 г. учителства в село Дервент, Старозагорско. С дейната подкрепа на Аверки Попстоянов създава читалище „Зора", което тайно снабдява с излизащите в Цариград български вестници „Македония“, „Право“, „Гайда“ и други. Застава начело на борбата срещу гръцките владици. Въвежда празнуването на празника на св. св. Кирил и Методий. Спомага за създаването на читалището в Кюстендил.
Борец за национално освобождение. Член е на частния революционен комитет, основан през 1872 г. от учителя Тодор Пеев в Осоговския манастир. Сътрудничи на в. „Турция“ (1871).
След Освобождението е член на Окръжния съдебен съвет в Кюстендил (март 1878 – 1879). Народен представител в Учредителното събрание по избор от Кюстендилски окръг, I велико народно събрание от Кюстендилска избирателна околия, и I обикновено народно събрание. По време на Учредителното събрание е кореспондент на в. „Марица“. Заема различни служби във финансовото ведомство. През 1882 г. специализира финанси в Женева, Швейцария. След това работи като служител в Министерството на финансите и Дирекцията на железниците.
По време на освобождението на Кюстендил води дневник с ценни сведения за това време, който е публикуван във вестник „Струма“ (1902, бр. 3, 5, 6, 7).
Умира на 28 май 1895 г. в Кюстендил.